# Fekete pézsmaszarvas
A fekete pézsmaszarvas (Moschus fuscus) az emlősök (Mammalia) osztályának párosujjú patások (Artiodactyla) rendjébe, ezen belül a pézsmaszarvasfélék (Moschidae) családjába tartozó veszélyeztetett faj.

## Előfordulása
A fekete pézsmaszarvas Bhután, Kína, India, Mianmar és Nepál területein található meg.

## Megjelenése
Az állat fej-testhossza 70-100 centiméter és testtömege 10-15 kilogramm; a két nemű egyed nagyjából egyforma méretű; a különbséget a hím agyara képezi. Bundája vastag és sötétbarna színű.